# Parisot (Tarn)
Parisot é uma comuna francesa na região administrativa de Occitânia, no departamento de Tarn. Estende-se por uma área de 28,99 km². Em 2010 a comuna tinha 976 habitantes (densidade: 33,7 hab./km²).